# Международная премия имени Карла Великого
Международная премия им. Карла Великого (англ. Charlemagne Prize фр. Prix Charlemagne) — престижная европейская премия за вклад в объединение Европы. Присуждается ежегодно с 1950 года германским городом Ахен лицам, внёсшим большой вклад в осуществление идеалов, под которыми учреждена премия. Названа в честь Карла Великого, основателя Франкской империи, управлявшего государством из Ахена. Традиционно вручается на праздник Вознесения на церемонии в Коронационном зале ратуши Ахена.
Лауреаты Премии Карла Великого награждаются специальной грамотой, медалью и символической наградой в 5 тыс. евро. На лицевой стороне памятной медали изображены сам император и старинная печать Аахена XII века, на обратной гравируется заслуга конкретного лауреата перед европейскими народами. С 2008 года премия впервые присуждается в двух категориях: не только заслуженным политикам, видным общественным и государственным деятелям, но и молодым людям в возрасте от 16 до 30 лет. Лауреатов определяет специальный конкурс молодёжных проектов, проводимый премиальным фондом совместно с Европейским парламентом.
В качестве награждёного «мероприятия» в 2002 году честь была оказана валюте евро.

## Лауреаты премии им. Карла Великого
| Год       | Лауреат                                                 | Надпись на медали                                                           | Примечания | Изображение                                                                          |
| --------- | ------------------------------------------------------- | --------------------------------------------------------------------------- | --- | ------------------------------------------------------------------------------------ |
| 1950      | Рихард Николаус Куденхове-Калерги                       | В честь работы всей его жизни на благо единой Европы                        | | Graf Coudenhove-Kalergica. 1926                                                      |
| 1951      | Хендрик Бругманс                                        | Мужественный пионер объединенной Европы                                     | | Hendrik Brugmans 1967                                                                |
| 1952      | Альчиде де Гаспери                                      | Государственный деятель и европейский деятель Альсиде де Гаспери.           | | Alcide de Gaspari                                                                    |
| 1953      | Жан Монне                                               | Создатель первого суверенного наднационального европейского института.      | |                                                                                      |
| 1954      | Конрад Аденауэр                                         | Мощный сторонник объединенной Европы                                        | | Konrad Adenauer 1952                                                                 |
| 1955      | Уинстон Черчилль                                        | Хранители человеческой свободы — наставления европейской молодежи           | Черчилль был лауреатом премии в 1955 году, но смог принять ее только в 1956 году. | Winston Churchill, 1944                                                              |
| 1957      | Поль-Анри Спаак                                         | Заслуга в объединении и безопасности Европы                                 | | Verleihung an Paul-Henri Spaak, 1957                                                 |
| 1958      | Робер Шуман                                             | За единство Европы                                                          | | Robert Schumann, 1949                                                                |
| 1959      | Джордж Маршалл                                          | За заслуги в восстановлении и объединении Европы                            | | George C. Marshall, 1946                                                             |
| 1960      | Жозеф Беш                                               | Для услуг в Европу                                                          | | Joseph Bech, 1967                                                                    |
| 1961      | Вальтер Хальштейн                                       | Новая Европа добровольных обязательств                                      | | Walter Hallstein, 1957                                                               |
| 1963      | Эдвард Хит                                              | Классификация и стабильность в европейском будущем                          | | Edward Heath                                                                         |
| 1964      | Антонио Сеньи                                           | За единство и свободу Европы                                                | | Antonio Segni                                                                        |
| 1966      | Йенс Отто Краг                                          | За единство Европы                                                          | | Jens Otto Krag                                                                       |
| 1967      | Йозеф Лунс                                              | Приверженность Европе                                                       | | Joseph Antoine Marie Hubert Luns                                                     |
| 1969      | Европейская комиссия                                    | Сообщества в знак признания их огромного вклада в объединение Европы        | | Europaflagge                                                                         |
| 1970      | Франсуа Сейду Форнье де Клозон                          | Свобода через единство                                                      | |                                                                                      |
| 1972      | Рой Дженкинс                                            | Приверженность Европе                                                       | | Roy Jenkins, 1977                                                                    |
| 1973      | Сальвадор де Мадариага                                  | Жизнь для Европы – свобода, этика, мужество                                 | | Salvador de Madariaga y Rojo                                                         |
| 1976      | Лео Тиндеманс                                           | Западная ясность и ответственность                                          | | Leo Tindemans, 2006                                                                  |
| 1977      | Вальтер Шеель                                           | За Европу и мир во всем мире                                                | | Walter Scheel                                                                        |
| 1978      | Константинос Караманлис                                 | Свобода и благополучие тесно связаны                                        | | Konstantinos Karamanlis                                                              |
| 1979      | Эмилио Коломбо                                          | Жизнь для Европы                                                            | | Emilio Colombo                                                                       |
| 1981      | Симона Вейль                                            | За демократическую Европу                                                   | | Simone Veil                                                                          |
| 1982      | Хуан Карлос I                                           | За единство и человеческое достоинство                                      | | König Juan Carlos I. von Spanien                                                     |
| 1984      | Карл Карстенс                                           | Пространство справедливости и мира                                          | | Karl Carstens, 1973                                                                  |
| 1986      | Народ Люксембурга                                       | Пример и настойчивость на пути к европейскому единству                      | | Flagge Luxemburgs                                                                    |
| 1987      | Генри Киссинджер                                        | За партнерство и мир                                                        | «Имя Генри Киссинджера является символом политики разрядки, мира, разоружения и партнерства». (из выступления тогдашнего мэра Ахена Курта Малангре на церемонии награждения) Церемония награждения вызвала протесты общественности и совета директоров. По словам советников Бернхарда Шлага (Зеленые) и Питера Шмидта (СДПГ), лауреат премии еще в 1957 году задумал идею ядерной войны, ограниченной Европой, и тем самым дискредитировал себя. | Henry Kissinger, 2008                                                                |
| 1988      | Франсуа Миттеран и Гельмут Коль                         | За французско-немецкую дружбу и будущее Европы                              | | François Mitterrand und Helmut Kohl, 1987                                            |
| 1989      | Брат Роже (община Тэзе)                                 | Притча о сообществе                                                         | | Frère Roger 2003                                                                     |
| 1990      | Дьюла Хорн                                              | Вся Европа - От разделения к единству                                       | | Gyula Horn bei der Preisverleihung                                                   |
| 1991      | Вацлав Гавел                                            | Символ взаимопонимания в Европе                                             | | Václav Havel                                                                         |
| 1992      | Жак Делор                                               | Строитель европейского внутреннего рынка                                    | |                                                                                      |
| 1993      | Фелипе Гонсалес Маркес                                  | Борец за свободу и демократию в Европе                                      | | Felipe González                                                                      |
| 1994      | Гру Харлем Брундтланд                                   | Ответственность Европы за мир                                               | | Gro Harlem Brundtland (2007)                                                         |
| 1995      | Франц Враницкий                                         | Европа обретает новые силы                                                  | | Franz Vranitzky                                                                      |
| 1996      | Королева Нидерландов Беатрикс                           | Хорошие соседи в Европе                                                     | | Beatrix der Niederlande                                                              |
| 1997      | Роман Герцог                                            | Наше видение – Европа                                                       | | Roman Herzog                                                                         |
| 1998      | Бронислав Геремек                                       | Свобода и демократия в Европе                                               | | Bronisław Geremek                                                                    |
| 1999      | Тони Блэр                                               | Мир и совместное развитие в Европе                                          | Блэр получил признание за свои решительные действия во время косовского кризиса 1999 года, когда он убедил президента США Клинтона в четкой позиции НАТО в отношении Слободана Милошевича и изложил контуры новой доктрины для международного сообщества. | Tony Blair                                                                           |
| 2000      | Билл Клинтон                                            | Партнерство во имя свободы, демократии и мира                               | | Der Aachener Oberbürgermeister Linden mit Karlspreisträger Clinton                   |
| 2001      | Дьёрдь Конрад                                           | Строитель мостов к справедливости и примирению в Европе                     | | György Konrád                                                                        |
| 2002      | евро                                                    | Идентификация с Европой                                                     | В 2002 году евро, валюта Европейского валютного союза, была удостоена Международной премии Карла Великого в Аахене, потому что «как никакой другой интеграционный шаг ранее, он способствует идентификации с Европой и, таким образом, вносит решающий, эпохальный вклад в сплочение человечества». семьи народов». Награду принял Вим Дуйзенберг, тогдашний президент Европейского центрального банка. | Eurozeichen                                                                          |
| 2003      | Валери Жискар д’Эстен                                   | Конституция объединенной Европы                                             | Жискар д'Эстен получил премию за заслуги перед проектом Европейской конституции, которую он помогал разрабатывать в качестве президента Европейской конвенции. | Valéry Giscard d’Estaing, 1978                                                       |
| 2004      | Чрезвычайная премия: Иоанн Павел II                     | Чрезвычайная премия Карла Великого в Ахене. Папа Иоанн Павел II Европа мира | 24 марта 2004 года Чрезвычайная международная премия Карла Великого в Аахене была вручена в Риме Папе Иоанну Павлу II в знак признания его работы во имя единства Европы, сохранения ее ценностей и послания мира. | Johannes Paul II.                                                                    |
| 2004      | Пэт Кокс                                                | Расширение и демократизация Европейского Союза                              | 20 мая 2004 года ему была вручена премия Карла Великого в Аахене. Дирекция премии Карла Великого отмечает его вклад в расширение ЕС и демократизацию Европейского Союза. | Pat Cox (Aufnahme von 2009)                                                          |
| 2005      | Карло Адзельо Чампи                                     | Европа ценностей                                                            | Президент Италии удостоен чести за заслуги перед Европой. Чампи принял награду 5 мая в коронационном зале ратуши Аахена. | Carlo Azeglio Ciampi                                                                 |
| 2006      | Жан-Клод Юнкер                                          | Двигатель для Европы                                                        | Дирекция Премии Карла Великого обосновала свой выбор авторитетом, компетентностью и энтузиазмом автора как движущей силы и пионера процесса интеграции. | Jean-Claude Juncker einen Tag vor der Preisverleihung bei einer Rede in Aachen       |
| 2007      | Хавьер Солана                                           | Мир в Европе – Мир во всем мире                                             | Солана получила Премию Карла Великого 17 мая 2007 года за «выдающуюся приверженность существенному вкладу Европы в создание более безопасного и справедливого мира». | Jean-Claude Trichet und Javier Solana (rechts)                                       |
| 2008      | Ангела Меркель                                          | Европа добивается успеха вместе                                             | «В знак признания ее выдающегося вклада в преодоление кризиса ЕС и в знак признания новаторских решений по продвижению процесса европейского объединения [...] настоящим воздает должное убежденной европейке за ее новаторский вклад в Основной европейский договор, ее интегрирующий и гуманный подход. , в то же время решительное и целенаправленное ведение переговоров, их умная дипломатия и их приверженность углублению европейской интеграции». Николя Саркози, президент Франции, произнес панегирик. Он высоко оценил отношения между Францией, Германией и Европой. | Oberbürgermeister Linden (rechts) mit Angela Merkel                                  |
| 2009      | Андреа Риккарди                                         | Мир, солидарность и человеческое достоинство                                | Основатель общины Сант-Эджидио. Помимо многочисленных достижений, Дирекция Премии Карла Великого особо отметила «выдающийся пример приверженности гражданского общества делу гуманной и основанной на солидарности Европе – как внутри, так и за ее пределами, взаимопониманию народов, культур и религий, а также более мирный и справедливый мир». | Andrea Riccardi einen Tag vor der Preisverleihung                                    |
| 2010      | Дональд Туск                                            | Взаимопонимание, партнерство, солидарность                                  | «В честь впечатляющей биографии на службе свободе и демократии и в знак признания его особого вклада в взаимопонимание и сотрудничество между Республикой Польша и ее европейскими партнерами, Совет директоров награждает […] Дональда Туска, польского патриота и великий европеец, который три десятилетия назад вместе с многочисленными членами движения «Солидарность» заложил основу воссоединения Европы и сегодня особым образом выступает за демократическую и космополитическую Польшу в кругу европейской семьи наций.                                               | Donald Tusk                                                                          |
| 2011      | Жан-Клод Трише                                          | Стабильность и доверие для Европы                                           | «В знак признания его выдающегося вклада в сплочение валютного союза и поддержание конкурентоспособности европейского внутреннего рынка как краеугольного камня нашего процветания и социальной безопасности». | Jean-Claude Trichet                                                                  |
| 2012      | Вольфганг Шойбле                                        | За единство Европы                                                          | За его «выдающийся вклад в преодоление раскола Германии и Европы, а также за его роль источника идей и важного игрока почти во всех процессах интеграции за последние три десятилетия, а также за признание его значительного вклада в стабилизацию валютного союза и углубление экономического сотрудничества». процесс объединения». | Wolfgang Schäuble                                                                    |
| 2013      | Даля Грибаускайте                                       | Отправление в северо-восточную Европу                                       | «[…] одной из выдающихся личностей Балтийского региона в знак признания ее значительного вклада в более глубокую интеграцию Европейского Союза и преодоление нынешнего кризиса». | Dalia Grybauskaitė                                                                   |
| 2014      | Херман Ван Ромпёй                                       | Сила интеграции для Европы                                                  | «В знак признания его значительных достижений как посредника и строителя консенсуса и в то же время как важной движущей силы европейского объединения. […] Прагматичный и сильный в действиях, с большой честностью и силой интеграции, заняв этот недавно созданный пост (имеется в виду президент Европейского совета), он вносит значительный вклад в консолидацию и дальнейшее развитие Объединенной Европы. » | Herman Van Rompuy (2012)                                                             |
| 2015      | Мартин Шульц                                            | Расширение прав и возможностей граждан Европы                               | «В знак признания его значительного вклада в укрепление парламентаризации и демократической легитимации в Европейском Союзе, а также в знак признания его роли как важного идейного лидера в ЕС» | Martin Schulz (2014)                                                                 |
| 2016      | Франциск                                                | Европа — общество ценностей                                                 | За «[…] выдающиеся послания и знаки, которые его понтификат устанавливает для мира и понимания, для милосердия, терпимости, солидарности и сохранения творения […]» | Papst Franziskus (2015)                                                              |
| 2017      | Тимоти Гартон-Эш                                        | Европе нужны свобода, мужество и толерантность                              | «[…]В знак признания его выдающейся научной и публицистической работы […]» | Timothy Garton Ash (2019)                                                            |
| 2018      | Эмманюэль Макрон                                        | Возрождение европейского проекта                                            | «[…] за его видение новой Европы и воссоздание европейского проекта, нового европейского суверенитета и тесного, заново структурированного сотрудничества между народами и нациями […]» | Emmanuel Macron (2017)                                                               |
| 2019      | Антониу Гутерриш                                        | За мирное сотрудничество между народами                                     | «[…] в знак признания его приверженности активизации и укреплению многостороннего сотрудничества на основе ценностей и целей Европейского Союза и Организации Объединённых Наций […]» | António Guterres (2013)                                                              |
| 2020/2021 | Клаус Йоханнис                                          | Единство, солидарность и сплоченность                                       | «[…] как выдающемуся борцу за европейские ценности, свободу и демократию, защиту меньшинств и культурного разнообразия, внесшему значительный вклад в верховенство закона и независимость правосудия — фундаментальную предпосылку для дальнейшего углубления интеграции […]» | Klaus Iohannis (2015                                                                 |
| 2022      | Мария Колесникова Светлана Тихановская Вероника Цепкало |                                                                             | «[…] за их мужественную и вдохновляющую приверженность […] свободе, демократии и защите прав человека» | Мария Колесникова (2020) · Светлана Тихановская (2021) · Вероника Цепкало (2020)     |
| 2023      | Украинский народ и президент Украины Владимир Зеленский |                                                                             | "[…] «Украинский народ под руководством своего Президента Владимира Зеленского защищает не только суверенитет своей страны и жизни её граждан, но и Европу и европейские ценности. […]» | Флаг Украины · Официальный портрет президента Украины Владимира Зеленского, 2019 год |
| 2024      | Раввин Пинхас Гольдшмидт и еврейские общины в Европе    |                                                                             | «Эта награда призвана дать понять, что еврейская жизнь естественно принадлежит Европе и что в Европе не должно быть места антисемитизму.» |                                                                                      |
| 2025      | У́рсула фон дер Ля́йен, председатель Европейской комиссии |                                                                             | «За ее заслуги перед единством стран-членов ЕС, сдерживанием пандемии, единством воли в защите от России и импульсом для «Зеленого курса», с одной стороны, и воодушевление их на предстоящие задачи». | Ursula von der Leyen (2024)                                                          |